# Olivares Marim
Olivares Marim é uma aldeia de São Tomé e Príncipe, localiza-se no Distrito de Cantagalo, ilha de São Tomé, próxima às localidades de Claudino Faro, de Bernardo Faro, e de Cantagalo.